# Theodore Ku-DiPietro
Theodore Ku-DiPietro (* 28. Januar 2002 in Oakton, Virginia) ist ein US-amerikanischer Fußballspieler.

## Karriere
Ku-DiPietro begann seine Karriere während der Jugend bei der Arlington Soccer Association. Im Sommer 2008 wechselte er in die Academy von D.C. United und spielte leihweise von Juni bis November 2019 für die USLC-Mannschaft Loudoun United. Zur Saison 2022 wechselte er fest in den Kader von Loudoun. Ab der Saison 2022 spielte er in der MLS für die erste Mannschaft von D.C. United. Sein Debüt in dieser Liga hatte er am 19. März 2022 bei einer 1:2-Niederlage gegen den Toronto FC, bei der er in der 76. Minute für Edison Flores eingewechselt wurde. Zur Spielzeit 2025 wechselte er zu den Colorado Rapids.